# Romanian Open 2013 - Qualificazioni singolare
Le qualificazioni del singolare del Romanian Open 2013 sono state un torneo di tennis preliminare per accedere alla fase finale della manifestazione. I vincitori dell'ultimo turno sono entrati di diritto nel tabellone principale. In caso di ritiro di uno o più giocatori aventi diritto a questi sono subentrati i lucky loser, ossia i giocatori che hanno perso nell'ultimo turno ma che avevano una classifica più alta rispetto agli altri partecipanti che avevano comunque perso nel turno finale.

## Qualificazioni

### Teste di serie
1. Serhij Stachovs'kyj (qualificato)
2. Matthias Bachinger (qualificato)
3. Filippo Volandri (ultimo turno, ritiro)
4. Steve Darcis (ultimo turno)

1. Marc Gicquel (primo turno)
2. Marius Copil (ultimo turno)
3. Flavio Cipolla (qualificato)
4. Florent Serra (ultimo turno)

### Qualificati
1. Serhij Stachovs'kyj
2. Matthias Bachinger

1. Flavio Cipolla
2. Jaroslav Pospíšil

### Legenda
| - Q = Qualificato - WC = Wild card - LL = Lucky loser | - ALT = Alternate - SE = Special Exempt - PR = Protected Ranking | - w/o = Walkover - r = Ritirato - d = Squalificato |

#### Sezione 1
|  | Primo turno          | Primo turno          | Primo turno         | Primo turno | Primo turno |  |  | Secondo turno | Secondo turno        | Secondo turno        | Secondo turno | Secondo turno |   |   | Ultimo turno | Ultimo turno        | Ultimo turno        | Ultimo turno | Ultimo turno |  |
|  |                      |                      |                     |             |             |  |  |               |                      |                      |               |               |   |   |              |                     |                     |              |              |  |
|  | 1                    | Serhij Stachovs'kyj  | Serhij Stachovs'kyj | 6           | 7           |  |  |               |                      |                      |               |               |   |   |              |                     |                     |              |              |  |
|  | WC                   | Patrick Ciorcilă     | Patrick Ciorcilă    | 3           | 5           |  |  | 1             | Serhij Stachovs'kyj  | 1                    | 6             | 7             |   |   |              |                     |                     |              |              |  |
|  | Ruben Bemelmans      | Ruben Bemelmans      | Ruben Bemelmans     | 4           | 4           |  |  |               | James McGee          | 6                    | 1             | 5             |   |   |              |                     |                     |              |              |  |
|  | James McGee          | James McGee          | James McGee         | 6           | 6           |  |  |               |                      |                      |               |               |   |   | 1            | Serhij Stachovs'kyj | Serhij Stachovs'kyj | 7            | 6            |  |
|  | Alessio Di Mauro     | Alessio Di Mauro     | 7                   | 5           | 3           |  |  |               |                      | 6                    | Marius Copil  | Marius Copil  | 5 | 2 |              |                     |                     |              |              |  |
|  | Alessandro Giannessi | Alessandro Giannessi | 63                  | 7           | 6           |  |  |               | Alessandro Giannessi | Alessandro Giannessi | 3             | 65            |   |   |              |                     |                     |              |              |  |
|  |                      | Potito Starace       | Potito Starace      | 3           | 2           |  |  | 6             | Marius Copil         | Marius Copil         | 6             | 7             |   |   |              |                     |                     |              |              |  |
|  | 6                    | Marius Copil         | Marius Copil        | 6           | 6           |  |  |               |                      |                      |               |               |   |   |              |                     |                     |              |              |  |

#### Sezione 2
|  | Primo turno     | Primo turno        | Primo turno        | Primo turno | Primo turno |  |  | Secondo turno | Secondo turno      | Secondo turno      | Secondo turno | Secondo turno |   |   | Ultimo turno | Ultimo turno       | Ultimo turno       | Ultimo turno | Ultimo turno |  |
|  |                 |                    |                    |             |             |  |  |               |                    |                    |               |               |   |   |              |                    |                    |              |              |  |
|  | 2               | Matthias Bachinger | Matthias Bachinger | 6           | 6           |  |  |               |                    |                    |               |               |   |   |              |                    |                    |              |              |  |
|  |                 | Farruch Dustov     | Farruch Dustov     | 4           | 3           |  |  | 2             | Matthias Bachinger | Matthias Bachinger | 7             | 6             |   |   |              |                    |                    |              |              |  |
|  | Gianluca Naso   | Gianluca Naso      | 6                  | 3           | 2           |  |  |               | Victor Crivoi      | Victor Crivoi      | 5             | 4             |   |   |              |                    |                    |              |              |  |
|  | Victor Crivoi   | Victor Crivoi      | 3                  | 6           | 6           |  |  |               |                    |                    |               |               |   |   | 2            | Matthias Bachinger | Matthias Bachinger | 6            | 6            |  |
|  | Henri Laaksonen | Henri Laaksonen    | 62                 | 7           | 4           |  |  |               |                    | 8                  | Florent Serra | Florent Serra | 4 | 2 |              |                    |                    |              |              |  |
|  | Evgenij Korolëv | Evgenij Korolëv    | 7                  | 5           | 6           |  |  |               | Evgenij Korolëv    | Evgenij Korolëv    | 3             | 1             |   |   |              |                    |                    |              |              |  |
|  |                 | Peter Torebko      | Peter Torebko      | 5           | 1           |  |  | 8             | Florent Serra      | Florent Serra      | 6             | 6             |   |   |              |                    |                    |              |              |  |
|  | 8               | Florent Serra      | Florent Serra      | 7           | 6           |  |  |               |                    |                    |               |               |   |   |              |                    |                    |              |              |  |

#### Sezione 3
|  | Primo turno         | Primo turno             | Primo turno             | Primo turno | Primo turno |  |  | Secondo turno | Secondo turno    | Secondo turno    | Secondo turno  | Secondo turno |   |  | Ultimo turno | Ultimo turno     | Ultimo turno | Ultimo turno | Ultimo turno |  |
|  |                     |                         |                         |             |             |  |  |               |                  |                  |                |               |   |  |              |                  |              |              |              |  |
|  | 3                   | Filippo Volandri        | Filippo Volandri        | 6           | 6           |  |  |               |                  |                  |                |               |   |  |              |                  |              |              |              |  |
|  |                     | Andis Juška             | Andis Juška             | 1           | 2           |  |  | 3             | Filippo Volandri | Filippo Volandri | 6              | 6             |   |  |              |                  |              |              |              |  |
|  | WC                  | Petru-Alexandru Luncanu | Petru-Alexandru Luncanu | 5           | 4           |  |  |               | Marco Cecchinato | Marco Cecchinato | 0              | 3             |   |  |              |                  |              |              |              |  |
|  |                     | Marco Cecchinato        | Marco Cecchinato        | 7           | 6           |  |  |               |                  |                  |                |               |   |  | 3            | Filippo Volandri | 2            | 0            | r            |  |
|  | Theodoros Angelinos | Theodoros Angelinos     | 3                       | 7           | 3           |  |  |               |                  | 7                | Flavio Cipolla | 6             | 3 |  |              |                  |              |              |              |  |
|  | Frederico Gil       | Frederico Gil           | 6                       | 6           | 6           |  |  |               | Frederico Gil    | Frederico Gil    | 1              | 4             |   |  |              |                  |              |              |              |  |
|  | WC                  | Tudor Cristian Sulea    | Tudor Cristian Sulea    | 0           | 4           |  |  | 7             | Flavio Cipolla   | Flavio Cipolla   | 6              | 6             |   |  |              |                  |              |              |              |  |
|  | 7                   | Flavio Cipolla          | Flavio Cipolla          | 6           | 6           |  |  |               |                  |                  |                |               |   |  |              |                  |              |              |              |  |

#### Sezione 4
|  | Primo turno      | Primo turno       | Primo turno       | Primo turno | Primo turno |  |  | Secondo turno     | Secondo turno     | Secondo turno     | Secondo turno     | Secondo turno     |   |   | Ultimo turno | Ultimo turno | Ultimo turno | Ultimo turno | Ultimo turno |  |
|  |                  |                   |                   |             |             |  |  |                   |                   |                   |                   |                   |   |   |              |              |              |              |              |  |
|  | 4                | Steve Darcis      | Steve Darcis      | 6           | 6           |  |  |                   |                   |                   |                   |                   |   |   |              |              |              |              |              |  |
|  | WC               | Dragoș Dima       | Dragoș Dima       | 2           | 3           |  |  | 4                 | Steve Darcis      | Steve Darcis      | 6                 | 6                 |   |   |              |              |              |              |              |  |
|  | Nicolas Mahut    | Nicolas Mahut     | Nicolas Mahut     | 6           | 6           |  |  |                   | Nicolas Mahut     | Nicolas Mahut     | 4                 | 3                 |   |   |              |              |              |              |              |  |
|  | Dominic Thiem    | Dominic Thiem     | Dominic Thiem     | 3           | 4           |  |  |                   |                   |                   |                   |                   |   |   | 4            | Steve Darcis | Steve Darcis | 4            | 1            |  |
|  | Filip Krajinović | Filip Krajinović  | Filip Krajinović  | 7           | 6           |  |  |                   |                   |                   | Jaroslav Pospíšil | Jaroslav Pospíšil | 6 | 6 |              |              |              |              |              |  |
|  | Michael Linzer   | Michael Linzer    | Michael Linzer    | 5           | 2           |  |  | Filip Krajinović  | Filip Krajinović  | Filip Krajinović  | 1                 | 3                 |   |   |              |              |              |              |              |  |
|  |                  | Jaroslav Pospíšil | Jaroslav Pospíšil | 6           | 6           |  |  | Jaroslav Pospíšil | Jaroslav Pospíšil | Jaroslav Pospíšil | 6                 | 6                 |   |   |              |              |              |              |              |  |
|  | 5                | Marc Gicquel      | Marc Gicquel      | 2           | 1           |  |  |                   |                   |                   |                   |                   |   |   |              |              |              |              |              |  |